# 健康ラジオ〜ワンポイントアドバイス
『健康ラジオ〜ワンポイントアドバイス』（けんこうラジオ ワンポイントアドバイス）は、JFNC制作のラジオ番組。
パーソナリティは本郷朋子。

## 概要
健康に関する話題を専門家を迎えてわかりやすく掘り下げて解説する番組で、毎月1つのテーマを掘り下げる。

## ネット局
2022年3月時点、放送時間の早い順から記載。
★印は以前2014年1月時点では放送されていなかった局。

### 現在
| 放送対象地域 | 放送局名                       | 放送時間           | 備考 |
| ------------ | ------------------------------ | ------------------ | ---- |
| 佐賀県       | エフエム佐賀（FMS）            | 土曜 10:55 - 11:00 |      |
| 広島県       | 広島エフエム放送（HFM）        | 土曜 15:55 - 16:00 | ★    |
| 香川県       | エフエム香川（FM香川）         | 土曜 15:55 - 16:00 |      |
| 群馬県       | エフエム群馬（FM GUNMA）       | 日曜 7:55 - 8:00   | ★    |
| 大分県       | エフエム大分（Air-Radio FM88） | 日曜 10:55 - 11:00 | ★    |

### 過去
| 放送対象地域   | 放送局名                                    | 放送時間                     | 備考                                       |
| -------------- | ------------------------------------------- | ---------------------------- | ------------------------------------------ |
| 新潟県         | エフエムラジオ新潟（FM-NIIGATA）            | 水曜 15:50 - 15:55           |                                            |
| 徳島県         | エフエム徳島（FM TOKUSHIMA）                | 金曜 16:55 - 17:00           | 『FRIDAY ONLINE-FIVE COLORS RADIO-』に内包 |
| 岐阜県         | エフエム岐阜（FM GIFU)                      | 土曜 5:55 - 6:00             |                                            |
| 青森県         | エフエム青森（AFB）                         | 土曜 7:55 - 8:00             |                                            |
| 山口県         | エフエム山口（FMY）                         | 土曜 8:10 - 8:15             |                                            |
| 富山県         | 富山エフエム放送（FMとやま）                | 土曜 8:25 - 8:30             | [ 注釈 3 ]                                 |
| 秋田県         | エフエム秋田（AFM）                         | 日曜 4:55 - 5:00（土曜深夜） | ★                                          |
| 高知県         | エフエム高知（Hi-Six）                      | 日曜 4:55 - 5:00（土曜深夜） | ★                                          |
| 滋賀県         | エフエム滋賀（e-radio）                     | 日曜 9:45 - 9:50             |                                            |
| 島根県・鳥取県 | エフエム山陰（V-air）                       | 日曜 15:55 - 16:00           |                                            |
| 石川県         | エフエム石川（HELLO FIVE）                  | 月曜 4:55 - 5:00（日曜深夜） | ★                                          |
| 福井県         | 福井エフエム放送（FM FUKUI）                | 月曜 14:50 - 14:55           |                                            |
| 沖縄県         | エフエム沖縄（FM沖縄）                      | 月曜 16:25 - 16:30           | 『For PM』に内包★                          |
| 三重県         | 三重エフエム放送（レディオキューブ FM三重） | 火曜 16:55 - 17:00           | [ 注釈 6 ]                                 |